# Pedro Santisteve
Pedro Santisteve Roche (Saragossa, 28 de maig de 1958) és un advocat penalista, activista social i professor universitari, alcalde de Saragossa entre 2015 i 2019 per la plataforma Zaragoza en Común.

## Biografia
Santisteve es va llicenciar en Dret i exerceix des de 1984 com a advocat penalista. Al llarg de la seva trajectòria personal s'ha destacat per la seva crítica al sistema penitenciari actual i per la defensa dels drets de les persones empresonades. És fundador de l'Associació de Seguiment i Suport a Preses i Presos a l'Aragó (ASAPA), que el 2000 va rebre de la Diputació General d'Aragó la Medalla al Mèrit Social. Des de la dècada de 1990 és professor de la facultat de Dret de la Universitat de Saragossa.

### Candidat de Saragossa en Comú a l'alcaldia
L'entrada de Santisteve en política va començar amb el moviment del 15-M. El 2015 va resultar guanyador del procés de primàries de Guanyem Saragossa, en el qual van participar més de 3.700 persones. D'aquesta manera, Santisteve va ser el cap de llista de la candidatura d'unitat ciutadana Saragossa en Comú, en la qual conflueixen moviments socials, Podem, Esquerra Unida, Equo, Puyalón, Pirates d'Aragó, Som i Demos+.
El programa amb el qual aquesta candidatura va concórrer als comicis municipals va estar basat en la transparència institucional, la presa de decisions participativa, la rendició de comptes i una política social més àmplia.
Aquesta candidatura, liderada per Santisteve, va obtenir en les eleccions municipals de 24 de maig de 2015 80.040 vots (24,57%) i 9 regidors, quedant com la segona força política per darrere del PP, amb 10 regidors, i per sobre del PSOE, amb 6 regidors.

### Alcalde de Saragossa
El 13 de juny de 2015 Pedro Santisteve va ser investit alcalde de Saragossa gràcies als vots dels regidors de Saragossa en Comú, el PSOE i Chunta Aragonesista. En el seu discurs d'investidura, Santisteve va anticipar que la seva gestió de govern giraria entorn dels següents fonaments:
- Protecció i defensa dels drets humans i drets socials.
- Parar els desnonaments.
- Pla d'Emergència Social, que inclogui un major parc públic d'habitatges, mesures contra la malnutrició infantil i contra la pobresa energètica.
- Redistribució, que no disminució, de la càrrega fiscal, a través d'una major progressivitat.
- Obertura dels consells d'administració i d'òrgans rectors de qualsevol entitat municipal a qualsevol membre de la societat civil i no solament dels regidors.
- Major transparència (Auditoria Municipal Permanent) i presa de decisions mitjançant processos de participació ciutadana.